# Etaux
Etaux település Franciaországban, Haute-Savoie megyében. Lakosainak száma 2109 fő (2022. január 1.). Etaux La Chapelle-Rambaud, Cornier, Pers-Jussy, La Roche-sur-Foron és Fillière községekkel határos.

## Népesség
A település népességének változása:
| Lakosok száma | 1843 | 1913 | 2016 | 1979 | 2012 | 2021 | 2032 | 2034 | 2109 |
|               | 2013 | 2015 | 2016 | 2017 | 2018 | 2019 | 2020 | 2021 | 2022 |